# 白骼蘆鯛
白骼蘆鯛為輻鰭魚綱鱸形目鱸亞目鯛科的其中一種，分布於西大西洋區，從美國北卡羅來納州至佛羅里達州南部海域，棲息深度10-100公尺，體長可達46公分，棲息在沿海沙泥底質海域，可做為食用魚。